# Jezersko
Jezersko es un municipio del distrito de Kežmarok en la región de Prešov, Eslovaquia, con una población estimada a final del año 2024 de 74 habitantes.
Se encuentra ubicado al noroeste de la región, cerca del río Poprad (cuenca hidrográfica del río Vístula) y de la frontera con Polonia.

## Demografía
| Año        | 1994 | 2004     | 2014    | 2024     |
| ---------- | ---- | -------- | ------- | -------- |
| Población  | 102  | 118      | 111     | 74       |
| Diferencia |      | +15,68 % | −5,93 % | −33,33 % |

| Año        | 2023 | 2024    |
| ---------- | ---- | ------- |
| Población  | 73   | 74      |
| Diferencia |      | +1,36 % |